# Emil Steinhoff
Emil Adolf Hermann Steinhoff (* 3. Mai 1883 in Wenigensömmern; † 25. Januar 1953 in Kassel-Wilhelmshöhe) war ein deutscher SA-Funktionär.

## Leben
Steinhoff war ein Sohn des Hermann Steinhoff und der Olga Bieling. Nach dem Abitur wurde er Offizier und besuchte die Kriegsakademie. Mit dem Infanterie-Regiment „von Stülpnagel“ (5. Brandenburgisches) Nr. 48 nahm Steinhoff am Ersten Weltkrieg teil und schied nach Kriegsende als Major aus dem Militärdienst.
Um 1930 trat Steinhoff in die SA der NSDAP ein. In dieser war er von 1932 bis 1933 Oberführer der SA-Untergruppe Hessen-Nassau-Nord.
Ab dem 1. April 1933 wurde Steinhoff als Nachfolger von August Schneidhuber, der nach München versetzt wurde, mit der Leitung der SA in Westdeutschland (Gruppe Westmark) im Range eines SA-Gruppenführers beauftragt. Innerhalb des Organisationsgefüges der SA war Steinhoff (weiterhin im Rang eines Gruppenführers) im Sommer 1933 als Führer der SA-Obergruppe V (mit Sitz in Frankfurt am Main) einer von nur sieben Führern von SA-Obergruppen als den damals größten regionalen Gliederungen der SA. Die von Steinhoff geführte Obergruppe umfasste die SA-Gruppen Thüringen, Westmark mit Koblenz-Trier und Pfalz-Saar, Hessen und Südwest, sowie den Freistaat Hessen. Außerdem wurde er Beauftragter der NSDAP für die Rheinprovinz.
1936 kandidierte Steinhoff erfolglos im Wahlkreis 21 für den Reichstag.